# Ágoston Sándor
Ágoston Sándor (Bácsfeketehegy, 1882. május 8. – Bácsfeketehegy, 1960. június 23.) magyar református lelkész, püspök, szerkesztő, 1933-tól haláláig a jugoszláviai református egyház első püspöke.

## Élete
Ágoston Sándor 1882-ben született a Bács-Bodrog vármegyei Bácsfeketehegyen, édesapja Ágoston Ferenc postamester volt. Középiskolai tanulmányait Kecskeméten, a piarista gimnáziumban, majd a református kollégiumban végezte. 1904-ben a budapesti Református Teológiai Akadémián szerzett református lelkészi oklevelet.
Kórógyon lett segédlelkész, majd 1906-tól 1917-ig ugyanitt volt lelkész. 1906 és 1914 között a Horvátországba áttelepült magyar reformátusok ún. szórványgondozója is volt. 1917-től 1919-ig Eszéken, majd újra Kórógyon, 1921-től pedig szülőfalujában, Bácsfeketehegyen volt lelkész. 1922 és 1928 között alesperes, 1928-tól 1930-ig a zombori egyházmegye esperese. 1930 és 1933 között kidolgozta a jugoszláviai református egyház alkotmányát és törvényeit, majd 1933-ban a jugoszláviai református egyház első püspöke lett. 1941 és 1945 között átmenetileg ismét esperesként vezette az egyházat.
Lelkészi és püspöki tevékenysége mellett különféle lapok és kiadványok szerkesztőjeként is dolgozott. 1908 és 1918 között az Eszéki Magyar Ujság,1917-től az Eszéki Református Egyházi Élet szerkesztője volt, illetve számos különböző naptárat és énekeskönyvet is szerkesztett. Hitéleti témákkal foglalkozó cikkei főleg az Eszéki Református Egyházi Életben, a bácsfeketehegyi Virradatban és a bácsfeketehegyi Magvetőben jelentek meg. Bácsfeketehegyi működése eredményeképpen a település lett a jugoszláviai református egyház központja, szülőfalujában lelkészképző és egyházi munkaképző szemináriumot, illetve árvaházat is alapított, valamint nevéhez kötődik a gyülekezeti énekeskönyv megújítása is. 1953-ban kezdeményezésére lépett be a Jugoszláviai Református Keresztyén Egyház a jugoszláviai keresztyén egyházak közül elsőként az Egyházak Világtanácsába (ÖRK). Nevét viseli az 1989-ben létrejött Ágoston Sándor Alapítvány, amely külhoni magyar közösségek támogatásával foglalkozik.

## Főbb művei
- Vasárnap délután (imák és elbeszélések, Eszék, 1911)
- Üzenet hazulról (Eszék, 1915)
- Vedd és olvasd! (igehirdetések, Bp., 1915)
- Szórványok egyházi gondozása (Bp., 1916)
- Református valláskönyv (Újverbász, 1925)
- Református keresztyén kis káté a Heidelbergi Káté alapján (Kovácsy Sándorral és Szabó Zoltánnal, Rév-Komárom, 1932)
- Rövidített református valláskönyv a szórványok részére (Szabadka, é. n.)
- Istentiszteleti rend a szórványokban (Csele Istvánnal, Szabadka, 1943)
- Pictures from Yugoslavia 1929 (Subotica–Szabadka, 1929)
- Miatyánk (Győr, 1941)
- Felszabadulás (Bp., 1941)
- Hogyan lettem lelkipásztor? (Feketics 1959)